# 大路镇 (灵璧县)
大路镇，原为大路乡，是中华人民共和国安徽省宿州市灵璧县下辖的一个乡镇级行政单位。2022年5月撤乡设镇。

## 行政区划
大路镇下辖以下地区：
刘大庄村、大路村、朱楼村、张杨村、晏湾村、王坊村、苏宅村、蒋庙村、蒋刘村、韩墩村、大龙村、陈场村和胡堆村。